# زر أباد (خوي)
زر أباد (بالفارسية: زرآباد) هي مركز قضاء صفائية من مدينة خوي، تقع في إيران في أذربيجان الغربية. يقدر عدد سكانها بـ 917 نسمة .